# Moïse Bombito
	Moïse Bombito, né le 30 mars 2000 à Montréal au Québec, est un joueur international canadien de soccer qui joue au poste de défenseur central à l'OGC Nice.

## Biographie
Natif de Montréal, Moïse Bombito commence à jouer au soccer à l'âge de quatre ans. Il commence au poste d'attaquant au CS Saint-Laurent,,. À l'âge de treize ans, il fait un essai non concluant à l'académie de l'Impact de Montréal,. Puis, en 2020, il rejoint le CS Saint-Hubert, un club de la Première Ligue de Soccer du Québec dirigé par celui qui est aussi son entraîneur aux Aigles du Collège Ahuntsic, François Bourgeais,,. Sous ses ordres, il est repositionné en tant que défenseur central,,,.

### Parcours universitaire
Après sa saison en PLSQ, il participe à un camp de détection — organisé par António Ribeiro et Frederico Moojen — pour les joueurs les plus prometteurs de la Belle Province, pour essayer de décrocher une bourse dans une université américaine. Il ne possède pas de bons résultats scolaires et ne peux donc pas être recruté par un programme de Division I. L'alternative proposée, c'est le junior college et il est alors recruté par le Iowa Western Community College (en), dans la NJCAA,,,.
Il progresse ainsi, tant académiquement que sportivement. Lors de sa première saison, il perd la finale du championnat national face aux Bruins du Salt Lake Community College (en),. La saison suivante, il remporte le championnat national face aux Matadors du Arizona Western College (en),,. En 39 rencontres, il inscrit cinq buts avec les Reivers d'Iowa Western. 
Il continue à jouer au soccer pendant ses vacances d'été, lorsqu'il rejoint Seacoast United (en) en USL League Two,,. Après dix-huit mois, il reçoit une offre pour rejoindre l'équipe de l'université du New Hampshire et accepte celle-ci. Il est nommé dans l'équipe-type, puis élu meilleur défenseur de l'année de l'America East au début du mois de novembre. Trois jours plus tard, il remporte le tournoi de l'America East (en) face aux Great Danes d'Albany et les Wildcats se qualifient pour les séries éliminatoires du championnat de la NCAA. Le 7 décembre, il est nommé demi-finaliste du trophée Hermann, mais c'est Duncan McGuire qui remporte le prix. Il est nommé dans la deuxième équipe-type All-America des United Soccer Coaches (en) le 9 décembre. Le 19 décembre, il est nommé dans l'équipe-type et élu meilleur joueur défensif de l'année de l'ECAC. Ses performances lui valent d'être invité au camp de détection de la Major League Soccer,. En seize rencontres, il inscrit quatre buts avec les Wildcats du New Hampshire.

### Parcours en club

#### Rapids du Colorado (2023-2024)
Après sa première saison aux Wildcats du New Hampshire, Moïse Bombito signe un contrat Génération Adidas,. Le 21 décembre 2022, les Rapids du Colorado sélectionnent Moïse Bombito lors du premier tour — troisième choix au total — du repêchage universitaire de la Major League Soccer,,. Il devient le premier joueur des Wildcats à être choisi au premier tour,. Remplaçant lors du premier match de la saison face aux Sounders de Seattle, il se blesse au genou lors d'une séance d'entraînement quelques jours plus tard. Il est alors indisponible pendant deux mois.
Le 7 mai 2023, il dispute sa première rencontre depuis sa blessure avec la seconde équipe des Rapids, en MLS Next Pro, contre la réserve du Galaxy de Los Angeles,. Une semaine plus tard, il dispute sa première rencontre – en Major League Soccer – avec le club du Colorado, entrant en jeu dans une défaite 1-2 face au Union de Philadelphie,. Puis, il est titularisé pour la première fois en U.S. Open Cup contre le Real Salt Lake, le 24 mai.

#### OGC Nice (depuis 2024)
Avant même le terme de la saison 2024 de la Major League Soccer, il est transféré à l'OGC Nice, où il s'engage pour quatre ans le 19 août 2024. L'indemnité du transfert est estimée à sept millions d'euros. Ce transfert devient le plus cher de l'histoire du club américain,. Le 25 août, il fait ses débuts en Ligue 1 en tant que titulaire, contre Toulouse FC,,. Exactement un mois plus tard, le 25 septembre, il découvre la Ligue Europa lors d'un match nul 1-1 à domicile face à la Real Sociedad.

### Parcours en sélection
Le 19 mai 2023, son nom figure sur une liste provisoire de cinquante-trois joueurs canadiens appelés à participer à la phase finale de la Ligue des nations, mais John Herdman ne l'inclut pas dans sa liste finale de vingt-trois joueurs. Le 10 juin, il est appelé en renfort pour remplacer Derek Cornelius, forfait. Herdman compare son potentiel, à ceux de Jonathan David et d'Ismaël Koné. Il devient le deuxième joueur le plus rapide de la Génération Adidas à obtenir une convocation en équipe nationale — 171 jours après le repêchage — derrière son coéquipier Cyle Larin. Il assiste sur le banc à la défaite des siens contre les États-Unis en finale.
Membre d'une liste provisoire de soixante joueurs canadiens sélectionnés pour disputer la Gold Cup 2023, il fait partie de la liste définitive de vingt-trois joueurs annoncée le 19 juin 2023,. Il honore sa première sélection en tant que titulaire contre la Guadeloupe —  lors du premier match de poules — le 27 juin,. Le Canada s'incline en quart de finale aux tirs au but, face aux États-Unis. Il est repositionné en tant que milieu central par Herdman durant la compétition,.
Le 15 juin 2024, il est retenu dans la liste des vingt-six joueurs canadiens sélectionnés par Jesse Marsch pour disputer la Copa América 2024,.

## Statistiques

### Statistiques en club
| Saison                | Club                  | Championnat           | Championnat | Championnat | Championnat | Coupe(s) nationale(s) | Coupe(s) nationale(s) | Coupe(s) nationale(s) | Compétition(s) continentale(s) | Compétition(s) continentale(s) | Compétition(s) continentale(s) | Compétition(s) continentale(s) | Total | Total | Total |
| Saison                | Club                  | Division              | M.          | B.          | P.d.        | M.                    | B.                    | P.d.                  | Comp.                          | M.                             | B.                             | P.d.                           | M.    | B.    | P.d.  |
| 2023                  | Rapids du Colorado    | MLS                   | 11          | 0           | 0           | 1                     | 0                     | 0                     | LC                             | 2                              | 0                              | 0                              | 14    | 0     | 0     |
| 2024                  | Rapids du Colorado    | MLS                   | 18          | 2           | 0           | -                     | -                     | -                     | LC                             | 2                              | 0                              | 0                              | 20    | 2     | 0     |
| Sous-total            | Sous-total            | Sous-total            | 29          | 2           | 0           | 1                     | 0                     | 0                     | -                              | 4                              | 0                              | 0                              | 34    | 2     | 0     |
| 2024-2025             | OGC Nice              | Ligue 1               | 27          | 0           | 0           | 2                     | 0                     | 0                     | C3                             | 6                              | 0                              | 0                              | 35    | 0     | 0     |
| Total sur la carrière | Total sur la carrière | Total sur la carrière | 56          | 2           | 0           | 3                     | 0                     | 0                     | -                              | 10                             | 0                              | 0                              | 69    | 2     | 0     |

### En sélection nationale
| Saison                | Sélection             | Phases finales        | Phases finales | Phases finales | Phases finales | Éliminatoires | Éliminatoires | Éliminatoires | Ligue des nations | Ligue des nations | Ligue des nations | Matchs amicaux | Matchs amicaux | Matchs amicaux | Total | Total | Total |
| Saison                | Sélection             | Compétition           | M              | B              | Pd             | M             | B             | Pd            | M                 | B                 | Pd                | M              | B              | Pd             | M     | B     | Pd    |
| --------------------- | --------------------- | --------------------- | -------------- | -------------- | -------------- | ------------- | ------------- | ------------- | ----------------- | ----------------- | ----------------- | -------------- | -------------- | -------------- | ----- | ----- | ----- |
| 2022-2023             | Canada                | Gold Cup 2023         | 4              | 0              | 0              | -             | -             | -             | -                 | -                 | -                 | -              | -              | -              | 4     | 0     | 0     |
| 2023-2024             | Canada                | Copa América 2024     | 6              | 0              | 1              | -             | -             | -             | -                 | -                 | -                 | 2              | 0              | 0              | 8     | 0     | 1     |
| 2024-2025             | Canada                | -                     | -              | -              | -              | -             | -             | -             | 4                 | 0                 | 1                 | 3              | 0              | 0              | 7     | 0     | 1     |
| Total sur la carrière | Total sur la carrière | Total sur la carrière | 10             | 0              | 1              | -             | -             | -             | 4                 | 0                 | 1                 | 5              | 0              | 0              | 19    | 0     | 2     |

## Palmarès
Avec le Canada, il est finaliste de la Ligue des nations 2022-2023 et troisième de l'édition 2024-2025.